# Messery
Messery és un municipi francès situat al departament de l'Alta Savoia i a la regió d'Alvèrnia-Roine-Alps. L'any 2007 tenia 2.025 habitants.

## Demografia

### Població
El 2007 la població de fet de Messery era de 2.025 persones. Hi havia 760 famílies de les quals 164 eren unipersonals (52 homes vivint sols i 112 dones vivint soles), 224 parelles sense fills, 288 parelles amb fills i 84 famílies monoparentals amb fills.
La població ha evolucionat segons el següent gràfic:
Habitants censats

### Habitatges
El 2007 hi havia 989 habitatges, 789 eren l'habitatge principal de la família, 174 eren segones residències i 26 estaven desocupats. 781 eren cases i 206 eren apartaments. Dels 789 habitatges principals, 594 estaven ocupats pels seus propietaris, 174 estaven llogats i ocupats pels llogaters i 21 estaven cedits a títol gratuït; 7 tenien una cambra, 36 en tenien dues, 92 en tenien tres, 159 en tenien quatre i 495 en tenien cinc o més. 712 habitatges disposaven pel capbaix d'una plaça de pàrquing. A 288 habitatges hi havia un automòbil i a 472 n'hi havia dos o més.

### Piràmide de població
La piràmide de població per edats i sexe el 2009 era:
| Homes | Edats   | Dones |
| ----- | ------- | ----- |
| 0     | 95 o +  | 4     |
| 4     | 90 a 94 | 8     |
| 8     | 85 a 89 | 0     |
| 4     | 80 a 84 | 20    |
| 12    | 75 a 79 | 16    |
| 24    | 70 a 74 | 20    |
| 24    | 65 a 69 | 32    |
| 36    | 60 a 64 | 40    |
| 64    | 55 a 59 | 44    |
| 76    | 50 a 54 | 92    |
| 44    | 45 a 49 | 64    |
| 48    | 40 a 44 | 76    |
| 56    | 35 a 39 | 48    |
| 44    | 30 a 34 | 52    |
| 20    | 25 a 29 | 32    |
| 16    | 20 a 24 | 16    |
| 36    | 15 a 19 | 60    |
| 56    | 10 a 14 | 68    |
| 44    | 5 a 9   | 48    |
| 44    | 0 a 4   | 32    |

## Economia
El 2007 la població en edat de treballar era de 1.336 persones, 978 eren actives i 358 eren inactives. De les 978 persones actives 900 estaven ocupades (483 homes i 417 dones) i 78 estaven aturades (34 homes i 44 dones). De les 358 persones inactives 102 estaven jubilades, 95 estaven estudiant i 161 estaven classificades com a «altres inactius».

### Ingressos
El 2009 a Messery hi havia 730 unitats fiscals que integraven 1.896,5 persones, la mediana anual d'ingressos fiscals per persona era de 29.600 €.

### Activitats econòmiques
Dels 66 establiments que hi havia el 2007, 2 eren d'empreses alimentàries, 1 d'una empresa de fabricació d'altres productes industrials, 10 d'empreses de construcció, 10 d'empreses de comerç i reparació d'automòbils, 2 d'empreses de transport, 7 d'empreses d'hostatgeria i restauració, 1 d'una empresa d'informació i comunicació, 8 d'empreses immobiliàries, 9 d'empreses de serveis, 11 d'entitats de l'administració pública i 5 d'empreses classificades com a «altres activitats de serveis».
Dels 21 establiments de servei als particulars que hi havia el 2009, 1 era una oficina de correu, 1 funerària, 1 taller de reparació d'automòbils i de material agrícola, 3 paletes, 1 fusteria, 2 lampisteries, 2 electricistes, 3 perruqueries, 4 restaurants, 2 agències immobiliàries i 1 tintoreria.
Dels 8 establiments comercials que hi havia el 2009, 1 era una gran superfície de material de bricolatge, 1 una botiga de més de 120 m², 1 una botiga de menys de 120 m², 1 una fleca, 1 una llibreria, 1 una botiga de mobles, 1 un drogueria i 1 una joieria.
L'any 2000 a Messery hi havia 10 explotacions agrícoles que ocupaven un total de 288 hectàrees.

## Equipaments sanitaris i escolars
L'únic equipament sanitari que hi havia el 2009 era una farmàcia.
El 2009 hi havia 1 escola maternal i 1 escola elemental.

## Poblacions més properes
El següent diagrama mostra les poblacions més properes.